# Затонский, Владимир Петрович
Влади́мир Петро́вич Зато́нский (укр. Володимир Петрович Затонський; 27 июля (8 августа) 1888, село Лысец, Ушицкий уезд, Подольская губерния — 29 июля 1938 года) — украинский и советский политический и партийный деятель. Участник подавления Кронштадтского восстания, один из исполнителей Голодомора (Киевская и другие области), руководил демонтажем мозаик и фресок Михайловского Златоверхого монастыря. Академик ВУАН (1929 год; с 1936 года — АН УССР).
Расстрелян в годы Большого террора, после смерти Сталина реабилитирован и посмертно восстановлен в партии.

## Биография
Родился 27 июля (8 августа) 1888 года в селе Лысец Ушицкого уезда Подольской губернии в семье волостного писаря Петра Матвеевича Затонского и его супруги Александры Иосифовны.
В 1895 году семья Затонских переехала в Каменец-Подольский, чтобы учить детей — старшего Владимира и младшего Евгения в городе. С 1898 по 1906 годы Владимир Затонский учился в местной гимназии. В 1905 году вступил в РСДРП и был сторонником меньшевиков. Принимал участие в Первой русской революции, за что был исключён из гимназии, но позже сумел восстановиться.
В 1912 году окончил физико-математический факультет Киевского университета, на котором учился с 1906 года, но дважды исключался за участие в революционном движении. После окончания университета преподавал физику в Киевском политехническом институте.

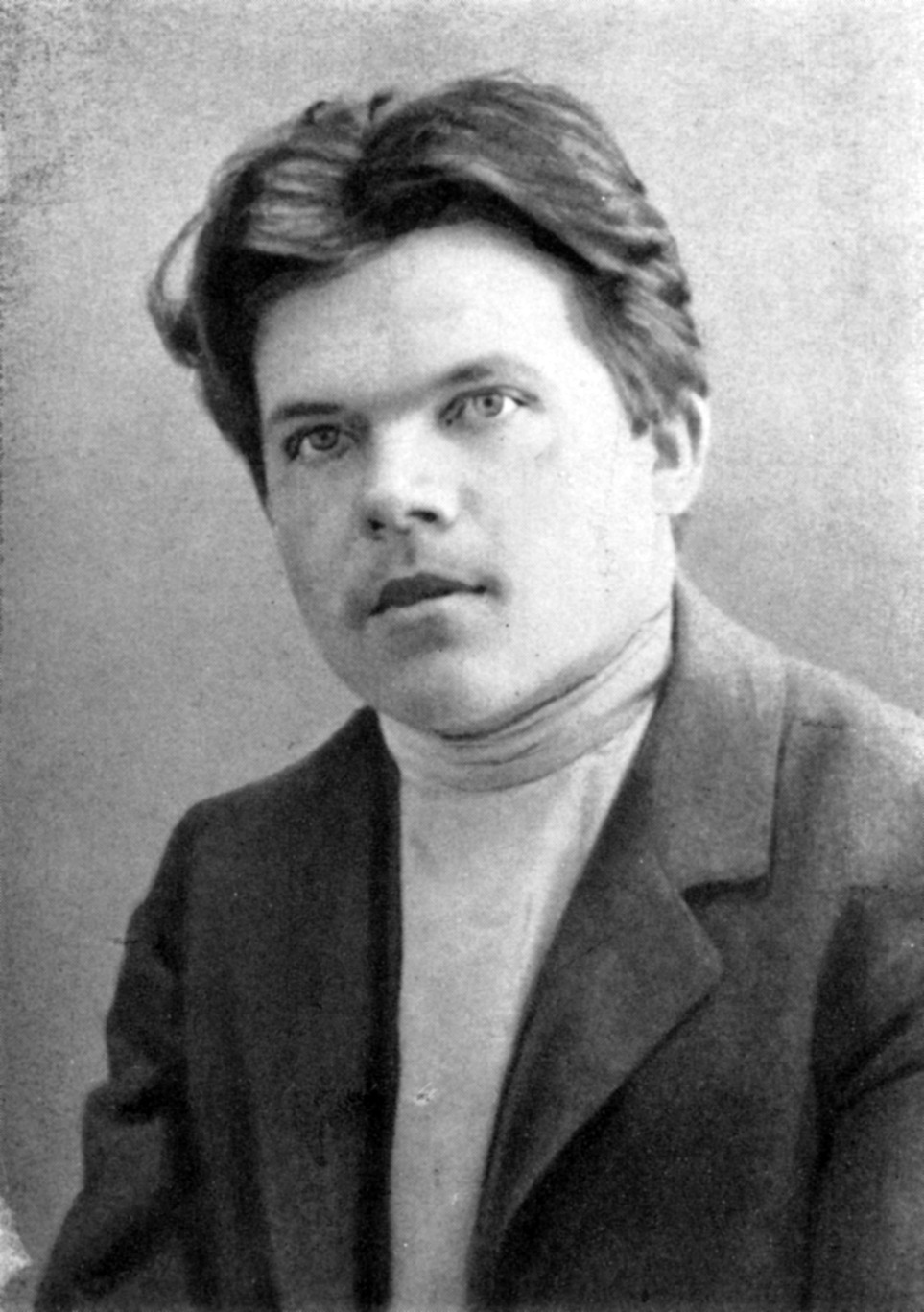
Затонский — студент

С Февральской революцией порвал с меньшевиками и перешёл на сторону большевиков — в марте вступил в РСДРП(б). В том же году стал членом, а с ноября — председателем Киевского комитета РСДРП(б). Был одним из руководителей октябрьского вооружённого восстания в Киеве, членом ревкома.
В декабре 1917 года на 1-м Всеукраинском съезде Советов был избран в правительство Украинской Народной Республики Советов и возглавил Секретариат (Наркомат) просвещения.
Возглавлял делегацию ЦИК Советов Украины на мирных переговорах в Бресте и затем на 4-м Всероссийском съезде Советов, где поддержал Ленина по вопросу о необходимости заключения Брестского мира.
В марте 1918 года на 2-м Всеукраинском съезде Советов был избран председателем Всеукраинского ЦИК. С апреля по июль 1918 года руководил подпольными партийными организациями Украины, был членом «повстанческой девятки» (Бюро по руководству повстанческой борьбой на оккупированной территории Украины). Член Оргбюро ЦК КП(б) Украины по созыву 1-го съезда КП(б)У.
В июле 1918 во время подавления левоэсеровского восстания в Москве являлся комиссаром ударного отряда. Летом-осенью 1918 — член Всеукраинского центрального военно-революционного комитета. С ноября 1918 по январь 1919 года входил в состав Временного рабоче-крестьянского правительства Украины.
17-30 ноября 1918 года член Революционного военного совета Особой группы войск курского направления (см. Группа войск курского направления),.
С 30 ноября 1918 член РВС Украинской советской армии.
С 27 июня 1919 года до 17 мая 1920 года исполнял обязанности члена Реввоенсовета 12-й армии Западного фронта, одновременно с июля по декабрь 1919 года был членом Зафронтового бюро ЦК КП(б)У, а с декабря 1919 года — членом Всеукраинского ревкома. С июля по август 1920 года был председателем Галицийского ревкома, а затем последовательно членом РВС 12-й, 13-й и 14-й армий Юго-Западного фронта, позднее членом РВС Южного фронта. Принимал участие в подавлении Кронштадтского восстания, за что был награждён орденом Красного Знамени.
С 1922 по 1924 и с 1933 по 1938 годы работал наркомом просвещения УССР. В 1924—1925 годах являлся членом РВС войск Украины и Крыма, членом РВС и начальником политуправления Украинского военного округа. С 1925 по 1927 год работал секретарём ЦК КП(б)У, а с 1927 по 1933 год — председателем ЦКК КП(б)У и наркомом РКИ УССР. Входил в состав редакционной коллегии журнала «Більшовик України».
Избирался членом ЦК, членом ЦКК КП(б)У и членом Политбюро ЦК КП(б)У. В 1927—1934 годах — член Центральной контрольной комиссии ВКП(б).
В конце октября 1932 года В. П. Затонский был назначен ответственным за выполнение хлебозаготовок в Киевской области.
26 января—10 февраля 1934 года делегат XVII съезда ВКП(б) с решающим голосом от Киевской парторганизации.
С 22 февраля 1933 года по 3 ноября (22 декабря) 1937 года возглавлял Народный комиссариат образования УССР. Одним из его первых практических шагов в новой должности стало инициирование в конце 1933 года постановления об унификации российской и украинской образовательных систем и написании совместных учебников. В украинских школах было увеличено количество часов для изучения русского языка и литературы.
В.Затонский был членом Главной научной редакции Большой Советской Энциклопедии. В сентябре 1933 года постановлением ЦК КП(б)У его назначили главным редактором Украинской Советской Энциклопедии.
В 1934—1938 годах — кандидат в члены ЦК ВКП(б). На XVII съезде ВКП(б) (1934) был председателем счётной комиссии. Был членом Президиума ЦИК СССР и Президиума ВУЦИК.
3 ноября 1937 года был арестован, 29 июля 1938 года приговорён к смертной казни и в тот же день расстрелян, 19 марта 1956 года — реабилитирован и восстановлен в партии.

## Семья
Жена (с 1915) — Елена Самойловна Затонская (урожд. Раскина; (1888 —?), врач. Была первым президентом Украинской психоневрологической академии (УПНА) от основания академии в 1932 году до переезда членов украинского правительства и их семей в Киев в 1934 году. В 1934—1937 годы возглавляла Украинский НИИ травматологии и ортопедии. Арестована в 1937 году.
В семье было двое детей сын и дочь.
Сын — Дмитрий Владимирович Затонский (1922—2009), известный украинский литературовед, академик НАН Украины.

## Награды
- Орден Красного Знамени

## Память

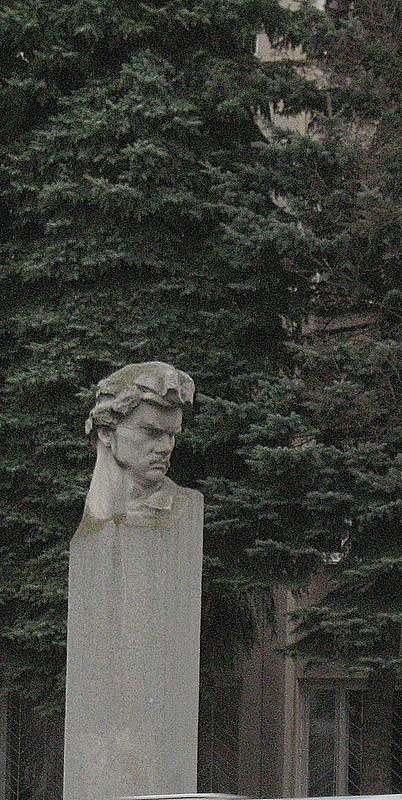
Памятник-бюст, г. Хмельницкий

Названия в честь Затонского стали появляться еще при его жизни. Так, 20 марта 1923 года в Каменце-Подольском Московская улица стала улицей Затонского. После объявления Затонского «врагом народа» улице вернули прежнее название. Также при жизни Затонского Виньковцы (ныне Хмельницкой области) были переименованы в Затонск, а Виньковецкий район был Затонским. В ноябре 1938 года им вернули прежние названия — Виньковцы и Виньковецкий район.
После реабилитации вновь стали появляться объекты, названные в его честь. 30 ноября 1961 года в Каменце-Подольском его именем назвали новую улицу в поселке сахарного завода.
В 1961 в Киеве именем Затонского названа улица в жилом массиве Отрадный, с 1992 года — улица Михаила Донца.
До апреля 2016 года в Одессе была улица Затонского, переименованная в улицу Ойстраха
18 апреля 1966 года имя Затонского предоставили Каменец-Подольской городской библиотеке, которое она носила до 25 мая 2012 года, когда решением сессии городского совета имя было снято.
19 сентября 1968 года Каменец-Подольскому педагогическому институту присвоено имя Владимира Затонского. Отпало в 1997 году при превращении пединститута в педуниверситет. В пединституте действовал музей Затонского, на одном из его корпусов (в Старом городе) была мемориальная доска об обучении Затонского в гимназии.
В 1970 году в Хмельницком на Майдане возле здания облпрофсовета был установлен памятник Затонскому (гранитный бюст). Согласно решению городского совета памятник демонтирован 26 февраля 2014 года.
В 1977 году в селе Лисец открыт памятник Затонскому (бюст). 28 апреля 2022 года бюст был демонтирован.
В Киеве Владимиру Затонскому в 1984 году были установлены две мемориальные доски:
- на фасаде главного корпуса Политехнического института (Берестейский проспект № 37);
- на фасаде гуманитарного корпуса университета (бульвар Тараса Шевченко, № 14), где в первые годы советской власти находился Наркомат образования, который возглавлял В. П. Затонский. Доска-бронза, горельефный портрет; скульптор М. П. Рапай, архитектор А. Ф. Игнащенко. Ее демонтировали во время декоммунизации, а именно 23 ноября 2018 года.[21]

27 февраля 1991 года Совет Министров Украинской ССР принял предложение Хмельницкого облисполкома о предоставлении «имени украинского советского государственного деятеля Затонского Владимира Петровича Лисецкой средней школе Дунаевецкого района» и постановил «в дальнейшем именовать ее — Лисецкая средняя школа имени В. П. Затонского» .
Известен гипсовый скульптурный портрет работы М. Г. Лысенко, сделанный в 1967 году.

## Киновоплощение
- «Правда» (1957). В роли Владимира Затонского — Леонид Жуковский
- «Семья Коцюбинских» (1970). В роли Владимира Затонского — Леонид Жуковский